# حكومة أبوظبي
حكومة أبوظبي، هي السلطة الوطنية التي تحكم إمارة أبوظبي، وهي إحدى الإمارات السبع المكونة لدولة الإمارات العربية المتحدة. يرأس السلطة التنفيذية ورئيس الحكومة حاكم أبوظبي وهو الشيخ محمد بن زايد آل نهيان. يعين حاكم أبو ظبي المجلس التنفيذي لإمارة أبو ظبي، الذي يتولى مسؤولية الإشراف على الدوائر والهيئات الحكومية في أبو ظبي وإدارتها.

## تاريخ
كانت إمارة أبوظبي تحكم بشكل غير رسمي من قبل حاكمها منذ تأسيس اتحاد بني ياس عام 1761، وظلت الإمارة خاضعة لحكم غير رسمي حتى بعد توقيع الاتفاقية الأولية مع الإمبراطورية البريطانية في عام 1892. وكان حاكم أبو ظبي يعين ممثلين عن العين والمناطق الغربية الأخرى، وهو المنصب الذي شغله الشيخ زايد بن سلطان آل نهيان في عام 1946 قبل أن يصبح حاكم أبو ظبي في عام 1966 وخلال فترة حكمه، وضع الأساس لحكومة أبوظبي الحديثة من خلال تأسيس مجلس تخطيط أبوظبي الذي تطور فيما بعد إلى شكله الحالي.

## الهيكل التنظيمي
حاكم أبوظبي هو الحاكم المطلق لإمارة أبوظبي، وله وحده سلطة إصدار مراسيم إنشاء الدوائر الحكومية، وإصدار القوانين وتعديلها وهو رئيس الحكومة.
يتم تشكيل الدوائر أو الهيئات الحكومية في أبوظبي بموجب مرسوم صادر من الحاكم أو المجلس التنفيذي لإمارة أبوظبي، ويتم تنفيذها والإشراف عليها من قبل المجلس التنفيذي لإمارة أبوظبي وهو المسؤول عن جميع مناطق الإمارة التي لها كياناتها الخاصة مثل بلدية العين. اعتبارًا من أغسطس 2022، كان هناك 33 وكالة ودائرة وهيئة تابعة لحكومة أبوظبي.

### الدوائر أو الهيئات الحكومية
- هيئة أبو ظبي للزراعة والسلامة الغذائية.
- دائرة القضاء.
- هيئة أبوظبي للإسكان.
- شرطة أبوظبي.
- مجلس أبوظبي للجودة والمطابقة.
- دائرة تنمية المجتمع.
- دائرة الثقافة والسياحة.
- دائرة التنمية الاقتصادية.
- دائرة التعليم والمعرفة.
- دائرة الطاقة.
- دائرة المالية.
- دائرة الصحة.
- دائرة البلديات والنقل.
- هيئة البيئة.
- الإدارة العامة للجمارك.
- هيئة الموارد البشرية.